# Krzyż Batalionów Chłopskich
Krzyż Batalionów Chłopskich – polskie odznaczenie wojskowe nadawane w latach 1988–1999.

## Historia
Krzyż ustanowiono 28 grudnia 1988 z inicjatywy gen. bryg. Franciszka Kamińskiego uchwałą Prezydium Naczelnego Komitetu Zjednoczonego Stronnictwa Ludowego, z okazji 50. rocznicy wybuchu II wojny światowej.
Honorowano nim osoby uczestniczące w wysiłku zbrojnym podczas II wojny światowej w szeregach Batalionów Chłopskich, Ludowego Związku Kobiet oraz Stronnictwie Ludowym „Roch”.
16 października 1992 Krzyż Batalionów Chłopskich został uznany za odznaczenie państwowe i do 8 maja 1999 był nadawany przez Prezydenta RP.
Łącznie w latach 1993–1999 nadano 11 277 krzyży.

## Opis wyglądu
Odznaka Krzyża Batalionów Chłopskich wykonana została ze złoconego mosiądzu. Ma ona kształt „krzyża kotwicowego” – równoramiennego, o rozwidlonych końcach ramion. Jego wymiary 40x40mm. Na awersie ramiona krzyża pokryte zieloną emalią wypełniającą złocone obrzeża. Na ramionach poziomych widnieją rozpisane litery: BCh WP, zaś na pionowych, widnieją daty: 1940 oraz 1945. Pośrodku krzyża, na biało czerwonej tarczy złocony orzełek wojskowy z 1939 roku. Rewers krzyża złocony, na ramionach poziomych, w tle puncowanym, zamieszczona została dewizą kosynierów: Żywią i Bronią.
Projektantem odznaki jest rzeźbiarz, medalier Edward Gorol. Wykonaniem odznak początkowo zajmowała się Wielobranżowa Spółdzielnia Rzemieślnicza w Michalinie, a od 1992 roku Mennica Państwowa w Warszawie.

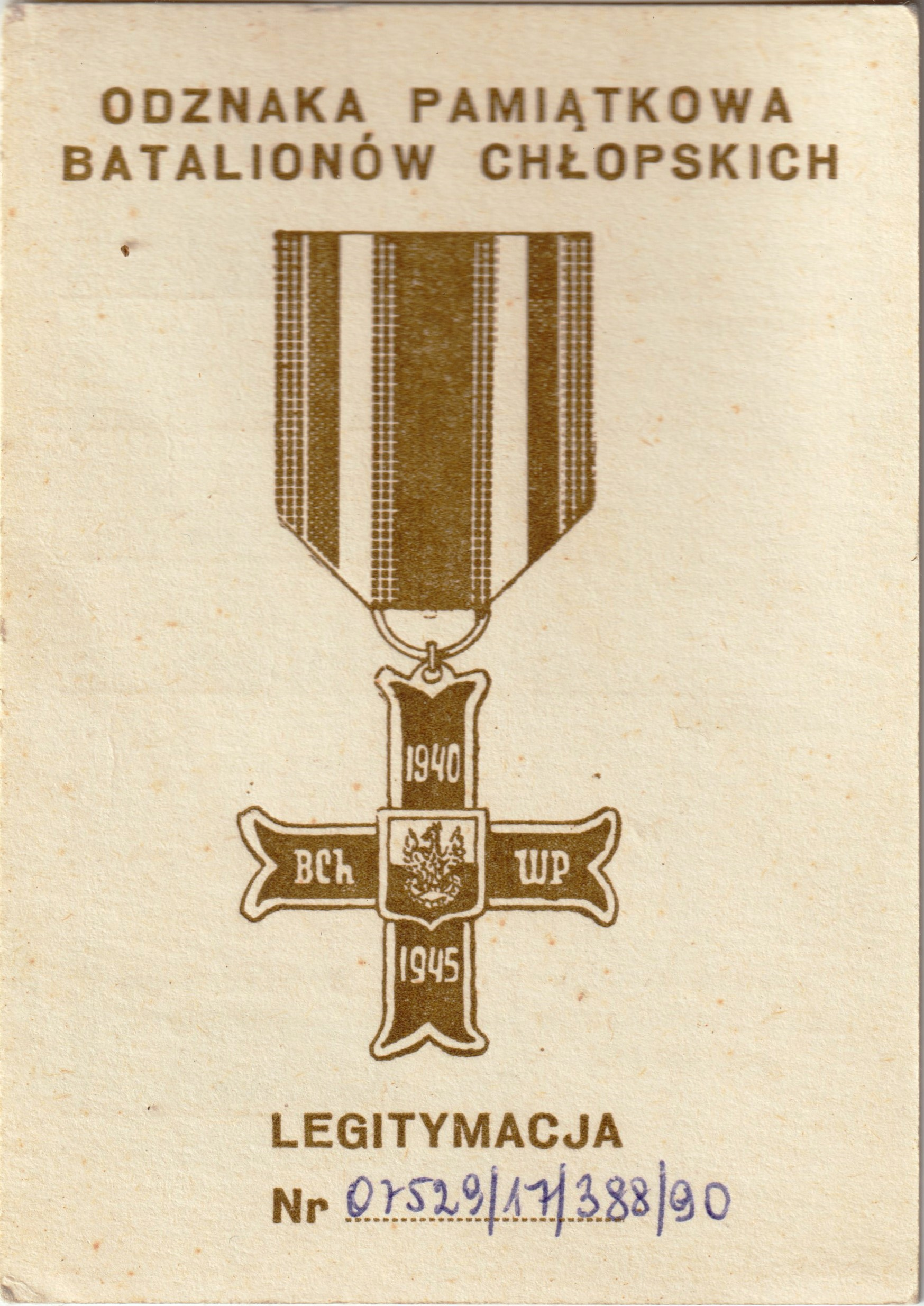
Legitymacja Krzyża BCh

Wstążka odznaczenia – szerokości 37 mm, wykonana z jedwabnej mory, barwy zielonej, z umieszczonym pośrodku czarnym pasem 7 mm. Przy zewnętrznych brzegach wstęgi, umieszczone biało-czerwone paski, o szerokości 8 mm, symetrycznie, czerwoną stroną na zewnątrz. Obrzeże 4 mm, pozostaje zielone.